# Гранитная гора (Юта)
Гранитная гора (англ. Granite Mountain) — масса твёрдых пород в 1,5 км от каньона Литтл Коттонвуд в горном хребте «Уосатч», недалеко от города Солт-Лейк-Сити (штат Юта, (США). Несмотря на своё название, Гранитная гора, прежде всего, состоит из адамелитов, магматических пород, подобных граниту по внешнему виду, физическим характеристикам и химическому составу. Тот же материал использовался для построения храма мормонов в Солт-Лейк-Сити и фасада конференц-центра мормонов.

## Хранилище документов в Гранитной горе
Хранилище документов в Гранитной горе (также известное просто как «хранилище») — архив, принадлежащий крупнейшей религиозной организации мормонов — Церкви Иисуса Христа Святых последних дней. Архив расположен в защищённых подземных помещениях на глубине 180 метров, построенных в 1965 году на северной стороне каньона Литтл Коттонвуд. Имеется помещение долгосрочного хранения микрофильмованных копий архивных документов, а также административные помещения, комнаты доставки и приема документов, лаборатория обработки и реставрации микрофильмов. Благоприятные условия в хранилище создаются с помощью климат-контроля. Хранилище защищает вооружённая охрана и 14-тонные двери, устойчивые к ядерному взрыву.
В хранилище сохраняется генеалогическая информация, содержащаяся на более чем 2,4 млн рулонах микрофильмов и на 1 миллионе микрофишей. Это составляет около трех миллиардов страниц генеалогических записей. Документы, содержащиеся на микрофильмах, собранные из архивов, библиотек и церквей из более чем 100 стран. Библиотека в хранилище микрофильмов увеличивается на 40 тысяч рулонов микрофильмов в год. С 1999 года мормоны занимаются оцифровкой этих микрофильмов и публикуют их на сайте FamilySearch.
Существует ещё и второе хранилище, расположенное в трёх километрах дальше по каньону.